# 김현학
김현학(金鉉學, KIM HYUN HAK, 1978년 12월 20일 ~ )은 대한민국의 푸드디렉터, 푸드스타일리스트, 요리 전문가다.
대한민국 최초 푸드스타일리스트가 만드는 매거진 iamfoodstylist 대표 및 편집장이자 한국식문화진흥원(Heritage of KOREA) 원장이다. 더불어 한식 캐쥬얼 다이닝 hannah(한나), 비건카페 erolpa(에롤파), 대한민국 최초로 푸드디렉터 라는 개념을 정립하고 창시한 인물이다. 
글로벌 브랜드들은 물론이고 푸드스타일링, 메뉴개발, 컨설팅, 브랜딩, 마케팅, 디자인까지 원스톱 서비스를 선보이는 아이엠푸드스타일리스트 경영자이다. 한마디로 대한민국 최고의 요리 전문가, 푸드디렉터, 식공간연출가라 할 수 있다. 

## 학력
- 충남고등학교
- 한남대학교 철학과 학사
- 경기대학교 관광전문대학원 식공간연출학과 석사수료

## 약력
- 2023년 삼성 갤럭시 글로벌 언팩 코엑스 케이터링 총괄 진행
- 2023년 20대 대통령, 국방부회의 영빈관 총괄 진행
- 2022년 20대 대통령 영빈관 연말 총괄 진행
- 2022년 19대 대통령 청와대 녹지원 총괄 진행
- 2022년 19대 대통령 청와대 영빈관 총괄 진행
- 2022년 한국식문화진흥원 (Heritage of Korea) 설립
- 풀무원 플랜튜드 브랜드 비쥬얼 컨설팅 총괄
- 2021년 소상공인 가치쇼핑 가치플레이어 진행
- 2021년 아이엠푸드스타일리스트 관광두레 컨설팅 업체 선정 - 문화체육관광부
- 2020년 한국음식관광박람회 한국국제요리 경연대회 대상
- 2020년 아이엠푸드스타일리스트 푸드디자인 부설 연구소 설립
- 2020년 지방시, 알렉산더맥퀸 팝업스토어 케이터링, 1664블랑, 부엉이곳간, 랩노쉬, 세리박스 비쥬얼 디렉팅 진행
- 2019년 조말론, 버버리, 러쉬코리아 팝업스토어 케이터링, 컨퍼런스 진행 총괄
- 2019년 아이엠푸드스타일리스트 매거진 22권 발행 - 오프라인 종료 / 온라인 서비스 시작 - 조인스프라임, 밀리의 서재, 북이오
- 2019년 비건 브랜드 erolpa 런칭
- 2018년 성수동 180평 규모 사옥으로 이전
- 2018년 매그넘 아이스크림 팝업스토어 메뉴 개발 및 푸드디자인, 비쥬얼 총괄 컨설팅
- 2017년 삼양라면, BBQ, 풀무원, 본죽, 애슐리 비쥬얼디렉팅 - 사진, 영상 총괄
- 2016년 스킨푸드 한국 sns 비쥬얼디렉팅 총괄 - 컨셉 기획, 푸드디렉팅, 촬영
- 2015년 텐그릴, 핫텐도, 청정원, 스킨푸드 미국 sns 브랜딩
- 2014년 GS fresh 홈페이지 총괄 진행 - 컨셉 기획, 푸드디렉팅, 촬영, 에디팅
- 2013년~2016년 청정원 노하우위크 진행 및 케이터링 총괄
- 2013년 amfoodstylist 설립 및 아이엠푸드스타일리스트 매거진 발행
- 2012년 동아일보 칼럼니스트
- 2012년 타파웨어 에코레시피 콘테스트 심사위원
- 2012년 고용노동부 청년멘토
- 2012년 한국조리사관학교 식공간연출학부 교수
- 2012년 빅이슈 칼럼니스트
- 2011년 타파웨어 타파쉐프
- 2011년 우먼 동아일보 칼럼니스트
- 2011년 일본잡지 FRaU 칼럼니스트
- 2011년 농림부 농수산물 프로젝트 평가위원
- 2010년 KT 쿡타운 맛객열전 맛대맛 칼럼니스트
- 2010년 여주 농특산물 세계화 요리대전 심사위원
- 2010년 인천문예학교 교수
- 2010년 T 스토어 푸드스타일리스트 최초 감성총각 요리백과 애플리케이션 출시
- 2010년 캘리포니아 아몬드 홍보대사 위촉
- 2010년 중등교과서 기술 가정2 등재
- 2010년 서울떡볶이페스티벌 스타쉐프 선정
- 2009년 코오롱 박지성 화보촬영 케이터링 컨설팅 및 진행
- 2009년 삼성전자 지펠아삭 자문위원
- 2009년 어린이재단 홍보대사
- 2008년 ~ 2010년 롯데마트 전속 모델, 요리 개발, 컨설팅
- 2009년 피자헛 홍보대사 위촉
- 2009년 애경 컬럼니스트
- 2008년 캐논 EOS400D 온라인광고 모델
- 2008년 스타벅스 온라인 광고모델
- 2008년 코카콜라 자문위원, 컬럼니스트
- 2008년 미국 캘리포니아 아몬드 홍보대사
- 2008년 ~ 2009년 월간 신동아 컬럼니스트
- 2008년 카페쇼 홍보대사
- 2008년 푸드 엑스포 홍보대사
- 2008년 국제 오븐요리대회 한국대표선발전 심사위원
- 2007년 ~ 2008년 미즈내일 컬럼니스트
- 2007년 현대백화점 스타일코칭 컬럼니스트

## 방송
- 2021년 소상공인 가치쇼핑 가치플레이어 진행
- 2015년 sbs 호란의 파워FM 엄마밥상 진행
- 2013년 SBS 드라마 따뜻한 말 한마디
- 2012년 TBS 라디오 오지혜의 좋은 사람들
- 2011년 불교TV 감성식객 자연을 먹는 법
- 2010년 KBS 리빙쇼 당신의 여섯시 - 자연애(愛) 밥상애(愛)
- 2010년 KBS2 생방송 오늘 음식삼국지 리포터
- 2010년 KBS2 리빙쇼 당신의 여섯시 4인4색 원미연 푸드닥터
- 2008년~2009년 MBC 에브리원 퍼펙트브라이드
- 2009년 KBS2 뉴스타임8 요리하는 남자 인터뷰
- 2009년 MTN 화제인 다큐멘터리 푸드스타일리스트 김현학 편
- 2009년 MBC 특선다큐 푸드스타일리스트 김현학 편
- 2009년 Mnet 2NE1 TV 쿠키 선생님 출연
- 2009년 KBS1 퀴즈 대한민국 4라운드 진출 퀴즈영웅 도전 실패
- 2009년 KBS2 1:100 내조의 아내 특집
- 2009년 현대홈쇼핑 필립스 푸드 프로세서 홈쇼핑 진행
- 2008년 OCN 특집 드라마 사랑은 맛있다 푸드감독
- 2008년 KBS1 아침마당 푸드스타일리스트 김현학 편
- 2008년 비지니스 앤 다큐멘터리 부자가 된 괴짜들 푸드스타일리스트 김현학 편
- 2008년 KBS2 경제비타민 전문가 패널 출연
- 2008년 KBS2 활력충전 530 수다밥상 진행
- 2008년 GS홈쇼핑 지지고 볶고 진행
- 2008년 메가TV 러브 컴 트루 진행
- 2007년 한샘 키친바흐 TV 광고 푸드감독
- 2007년 KBS2 노벨의 식탁 명예의 전당

## 수상
- 2006년 올리브 채널 푸드스타일리스트 대회 1등
- 2007년 국제 식문화전 스타일링 동상
- 2014년 서울 테이블웨어전 한국을 대표하는 푸드스타일리스트 1인 초청 특별전시
- 2015년 서울 테이블웨어전 한국을 대표하는 푸드스타일리스트 1인 초청 특별전시
- 2020년 한국음식관광박람회 한국국제요리경연대회 대상
- 2024년 지식경영포럼 기업부문 푸드스타일리스트 대상

## 저서
- 2007년 《포토레시피북 (사진과 스크랩으로 꾸미는 나만의 요리책)》ISBN 9788992632072
- 2007년 《결혼해줘 밥해줄게》ISBN 9788983922410
- 2014년 《마음이 고플때 때때로 여행》ISBN 9788959138135
- 2015년 《아내의 비밀레시피》ISBN 9791186978344
- 2024년 《초크리에이터》 전자책 발간